# کالانکوئه برزیلی
کالانکوئه برزیلی (نام علمی: Kalanchoe brasiliensis) نام یک گونه از سرده کالانکوئه است.